# Josep Pujol i Ripoll
Josep Pujol i Ripoll, kurz auch Josep Pujol, (* 1904 in Olot; † 1987 ebenda) war ein katalanischer Maler, der in der Tradition der Schule von Olot stand. 
Josep Pujol war Schüler des katalanischen Malers Iu Pascual. Er entwickelte eine konstruktivistisch-schematische Version der Schule von Olot nicht nur in der Landschaftsmalerei, sondern auch im Stillleben und in Interieurs. Seine Werke zeichnen sich durch eine eigenartige Klarheit, Präzision und Raffinesse aus. Pujol selbst wurde ähnlich wie sein Lehrer Iu Pascual nach dem Spanischen Bürgerkrieg aus politischen Gründen künstlerisch marginalisiert. Dennoch wurde er mit seinem künstlerischen Ansatz Leitfigur der jüngeren Malerkollegen Pere Plana i Puig, Joan Clapera i Mayà, Àngel Codinach, Jordi Farjas und weiteren. Pujol nahm an bedeutenden Ausstellungen in Spanien teil wie der „Art Català“ in Madrid, Ausstellungen in der Galerie „Dalmau de Barcelona“ oder in der „Sala Parés“ (1928, 1930, 1934). Sehr spät wurde er mit dem katalanischen Kunstpreis „La Punyalada“ (1966) und dem Preis Sant Jordi (1983) der katalanischen Regionalregierung ausgezeichnet. Trotz aller konstruktivistischen Weiterentwicklungen blieb er zeitlebens der Ästhetik der Schule von Olot treu.